# 12776 Reynolds
12776 Reynolds è un asteroide della fascia principale. Scoperto nel 1994, presenta un'orbita caratterizzata da un semiasse maggiore pari a 2,5613123 UA e da un'eccentricità di 0,0561216, inclinata di 3,57215° rispetto all'eclittica.
L'asteroide è dedicato al fisico britannico Osborne Reynolds.